# Abideno
Abideno (griego Ἀβυδηνός) fue un historiador helenístico sobre el que existe una confusión para determinar el siglo en que vivió. El extraordinario político y polifacético escritor e historiador alemán Niebhur (1776-1831), que llegó a dominar hasta veinte idiomas (entre ellos el griego y el latín), sitúa a Abideno entre los siglos III y IV d. C. Las inexactitudes en que incurrió, dado el estado de la ciencia de su época, han sido objeto de corrección por los historiadores modernos.
Otros, sin embargo, lo sitúan en la época alejandrina (336-146 a. C.), diciendo que Abideno vivió probablemente en Abidos (Egipto) durante el reinado de los primeros Ptolomeos, por lo que sería alrededor del siglo III a. C.
Escribió dos historias: Historia de Asiria (Ἀσσυριακά), también llamada Historia de Caldea, la cual sobrevive en citas de Eusebio, Cirilo de Alejandría y Jorge Sincelo. Según el propio Cirilo, además, Abideno escribió su obra en el dialecto jónico.